# 陈敬岳
陈敬岳（1867年—1911年11月7日），字接祥，中国广东省嘉应州（今广东省梅州市梅县区）人，1908年赴新加坡任华文学校教师，1906年加入中国同盟会。1911年4月加入支那暗杀团。

## 生平
1911年8月13日，与林冠慈一起刺杀广东水师提督李准，未果。在激战中，林冠慈中弹身亡。陈敬岳被捕，在廣東當局響應辛亥革命而宣布獨立前兩天的11月7日遭處決。现葬于广州起义烈士陵园，为红花岗四烈士之一。。